# Primera divisió espanyola de futbol 2024-2025
La temporada 2024-2025 de la lliga espanyola de futbol, també coneguda com a La Liga EA Sports per motius de patrocini, va ser la temporada número 94 de La Liga, la principal competició de futbol d'Espanya. Començà el 15 d'agost de 2024 i acabà el 25 de maig de 2025. El Reial Madrid CF defensava el títol, després d'haver guanyat la seva 36a lliga la temporada anterior. El calendari es va anunciar el 18 de juny de 2024.
Pel que fa als resultats dels equips de l'àmbit catalanoparlant, el Futbol Club Barcelona va proclamar-se campió de lliga a la jornada 36. A la mateixa jornada el Girona FC va assegurar la permanència, mentre que el RCD Espanyol va disputar-se-la amb el Leganés l'última jornada de la temporada on van guanyar a casa al ja descendit Las Palmas. El Vila-real va certificar la seva cinquena classificació a la Champions League la jornada 37 i València CF i RCD Mallorca van lluitar per classificar-se per competicions europees sense èxit.

## Equips

### Ascens i descens (pretemporada)
Un total de vint equips disputaren la lliga, inclosos disset equips de la temporada 2023–24 i tres promocionats de la Segona divisió 2023–24. Això inclou els dos primers equips de la Segona Divisió i els guanyadors dels play-off d'ascens.
Equips descendits a Segona Divisió
El primer equip que va baixar de la Lliga va ser la UD Almeria, després d'una derrota per 1–3 contra el Getafe CF el 27 d'abril de 2024, posant fi a la seva estada de dos anys al primer nivell. El segon equip que va baixar va ser el Granada CF, després de la victòria per 1–0 del RCD Mallorca contra la UD Las Palmas, que va patir el descens immediat. El tercer i últim equip que va descendir a Segona va ser el Cadis, després d'un empat 0-0 contra Las Palmas el 19 de maig de 2024, posant fi a la seva estada de quatre anys al primer nivell.
Equips ascendits a primera divisió
El 26 de maig de 2024, el Reial Valladolid va esdevenir el primer equip matemàticament ascendit automàticament, assegurat el retorn a la màxima categoria després de la victòria per 3–2 contra el Vila-real CF B, tornant així després d'una sola temporada d'absència. El segon i últim equip que va aconseguir l'ascens automàtic va ser el CD Leganés, després de la victòria per 2-0 contra l'Elx CF el 2 de juny de 2024, tornant així després d'una absència de quatre temporades i també ascendit a la màxima categoria per segona vegada en la seva història. El tercer i últim equip que va ascendir va ser el RCD Espanyol, després de la victòria contra el Reial Oviedo a la final del play-off d'ascens, tornant a la màxima categoria després d'una sola temporada.
| Ascens des de Segona divisió             | Descens des de Primera divisió |
| ---------------------------------------- | ------------------------------ |
| CD Leganés Reial Valladolid RCD Espanyol | UD Almería Granada CF Cadis CF |

### Estadis i emplaçaments
| Equip             | Ubicació                        | Estadi                    | Capacitat |
| ----------------- | ------------------------------- | ------------------------- | --------- |
| Alavés            | Vitòria                         | Mendizorrotza             | 19.840    |
| Athletic Club     | Bilbao                          | San Mamés                 | 53.289    |
| Atlètic de Madrid | Madrid (San Blas-Canillejas)    | Metropolitano             | 70.460    |
| FC Barcelona      | Barcelona                       | Olímpic Lluís Companys    | 49.472    |
| Celta de Vigo     | Vigo                            | Balaídos                  | 29.000    |
| RCD Espanyol      | Cornellà de Llobregat           | Estadi Cornellà - el Prat | 40.000    |
| Getafe CF         | Getafe                          | Coliseum                  | 16.500    |
| Girona FC         | Girona                          | Montilivi                 | 13.400    |
| UD Las Palmas     | Las Palmas                      | Gran Canària              | 31.250    |
| CD Leganés        | Leganés                         | Butarque                  | 13.089    |
| RCD Mallorca      | Palma                           | Son Moix                  | 23.142    |
| CA Osasuna        | Pamplona                        | El Sadar                  | 23.576    |
| Rayo Vallecano    | Madrid (Puente de Vallecas)     | Vallecas                  | 14.708    |
| Reial Betis       | Sevilla (Bellavista-La Palmera) | Benito Villamarín         | 60.721    |
| Reial Madrid      | Madrid (Chamartín)              | Santiago Bernabéu         | 83.186    |
| Reial Societat    | Sant Sebastià                   | Anoeta                    | 39.500    |
| Sevilla FC        | Sevilla (Nervión)               | Ramón Sánchez-Pizjuán     | 43.883    |
| València CF       | València                        | Mestalla                  | 49.430    |
| Reial Valladolid  | Valladolid                      | José Zorrilla             | 27.618    |
| Vila-real CF      | Vila-real                       | La Ceràmica               | 23.008    |

### Personal i patrocini
| Equip              | Entrenador        | Capità                | Fabricant de la samarreta | Espònsor(s)          | Espònsor(s) secundari(s)               |
| ------------------ | ----------------- | --------------------- | ------------------------- | -------------------- | -------------------------------------- |
| Alavés             | Eduardo Coudet    | Antonio Sivera        | Puma                      | DXTY News            |                                        |
| Athletic Club      | Ernesto Valverde  | Óscar de Marcos       | Castore                   | Kutxabank            |                                        |
| Atlético de Madrid | Diego Simeone     | Koke                  | Nike                      | Riyadh Air           |                                        |
| Barcelona          | Hansi Flick       | Marc-André ter Stegen | Nike                      | Spotify              |                                        |
| Celta de Vigo      | Claudio Giráldez  | Iago Aspas            | Hummel                    | Estrella Galicia 0,0 | Abanca1                                |
| Espanyol           | Manolo González   | Sergi Gómez           | Kelme                     | Riviera Maya         |                                        |
| Getafe             | José Bordalás     | Djené                 | Joma                      | Tecnocasa            |                                        |
| Girona             | Míchel            | Cristhian Stuani      | Puma                      | Etihad Airways       |                                        |
| Las Palmas         | Luis Carrión      | Kirian Rodríguez      | Hummel                    | Gran Canaria         |                                        |
| Leganés            | Borja Jiménez     | Sergio González       | Joma                      |                      |                                        |
| Mallorca           | Jagoba Arrasate   | Antonio Raíllo        | Nike                      | αGEL                 |                                        |
| Osasuna            | Vicente Moreno    | Sergio Herrera        | Macron                    | Kosner               |                                        |
| Rayo Vallecano     | Iñigo Pérez       | Óscar Trejo           | Umbro                     | Digi                 |                                        |
| Real Betis         | Manuel Pellegrini | Isco Alarcón          | Hummel                    | Finetwork            |                                        |
| Real Madrid        | Carlo Ancelotti   | Luka Modrić           | Adidas                    | Emirates             | HP2                                    |
| Real Sociedad      | Imanol Alguacil   | Mikel Oyarzabal       | Macron                    | Yasuda Group         | Kutxabank,1 Reale Seguros,2 Finetwork3 |
| Sevilla            | Joaquín Caparrós  | Nemanja Gudelj        | Castore                   |                      |                                        |
| València           | Carlos Corberán   | José Gayà             | Puma                      | TM Real Estate Group | Divina Seguros,2 Škoda3                |
| Valladolid         | Álvaro Rubio      | Javi Sánchez          | Kappa                     | Estrella Galicia 0,0 |                                        |
| Vila-real          | Marcelino         | Raúl Albiol           | Joma                      | Pamesa Cerámica      |                                        |

1. ^ A l'esquena de la samarreta.
2. ^ A les mànigues.
3. ^ Als pantalons.

### Canvis d'entrenador
| Equip      | Entrenador sortint              | Manera de sortida   | Data de vacant   | Posició a la taula | Entrenador entrant | Data d'entrada   |
| ---------- | ------------------------------- | ------------------- | ---------------- | ------------------ | ------------------ | ---------------- |
| Barcelona  | Xavi                            | Mutu acord          | 26 maig 2024     | Pretemporada       | Hansi Flick        | 29 maig 2024     |
| Mallorca   | Javier Aguirre                  | Fi de contracte     | 30 juny 2024     | Pretemporada       | Jagoba Arrasate    | 10 juny 2024     |
| Osasuna    | Jagoba Arrasate                 | Fi de contracte     | 30 juny 2024     | Pretemporada       | Vicente Moreno     | 27 maig 2024     |
| Sevilla    | Quique Sánchez Flores           | Mutu acord          | 30 juny 2024     | Pretemporada       | García Pimienta    | 2 juny 2024      |
| Las Palmas | García Pimienta                 | Mutu acord          | 30 juny 2024     | Pretemporada       | Luis Carrión       | 26 juny 2024     |
| Las Palmas | Luis Carrión                    | Cessat              | 8 octubre 2024   | 20è                | Diego Martínez     | 9 octubre 2024   |
| Valladolid | Paulo Pezzolano                 | Cessat              | 30 novembre 2024 | 20è                | Álvaro Rubio       | 2 desembre 2024  |
| Alavés     | Luis García Plaza               | Cessat              | 2 desembre 2024  | 16è                | Eduardo Coudet     | 2 desembre 2024  |
| Valladolid | Álvaro Rubio                    | Fi de l'interinatge | 14 desembre 2024 | 19è                | Diego Cocca        | 14 desembre 2024 |
| València   | Rubén Baraja                    | Cessat              | 23 desembre 2024 | 19è                | Carlos Corberán    | 25 desembre 2024 |
| Valladolid | Diego Cocca                     | Cessat              | 17 febrer 2025   | 20è                | Álvaro Rubio       | 19 febrer 2025   |
| Sevilla    | Francesc Xavier García Pimienta | Cessat              | 13 abril 2025    | 14è                | Joaquín Caparrós   | 13 abril 2025    |

## Nombre d'equips per comunitats autònomes
| Classificació | Comunitat Autònoma  | Número | Equips                                                                 |
| ------------- | ------------------- | ------ | ---------------------------------------------------------------------- |
| 1             | Comunitat de Madrid | 5      | Atlètic de Madrid, CD Leganés, Getafe CF, Rayo Vallecano, Reial Madrid |
| 2             | País Basc           | 3      | Alavés, Athletic Club, Reial Societat                                  |
| 2             | Catalunya           | 3      | FC Barcelona, Girona FC, RCD Espanyol                                  |
| 4             | País Valencià       | 2      | València CF, Vila-real CF                                              |
| 4             | Andalusia           | 2      | Reial Betis, Sevilla FC                                                |
| 6             | Illes Balears       | 1      | RCD Mallorca                                                           |
| 6             | Illes Canàries      | 1      | UD Las Palmas                                                          |
| 6             | Castella i Lleó     | 1      | Reial Valladolid                                                       |
| 6             | Galícia             | 1      | Celta de Vigo                                                          |
| 6             | Navarra             | 1      | CA Osasuna                                                             |

## Classificació
| Pos | Equip             | PJ | PG | PE | PP | GF  | GC | DG  | Pts | Classificació o descens                                       |
| --- | ----------------- | -- | -- | -- | -- | --- | -- | --- | --- | ------------------------------------------------------------- |
| 1   | FC Barcelona (C)  | 38 | 28 | 4  | 6  | 102 | 39 | +63 | 88  | Classificació per la fase de lliga de la Champions League     |
| 2   | Reial Madrid      | 38 | 26 | 6  | 6  | 78  | 38 | +40 | 84  | Classificació per la fase de lliga de la Champions League     |
| 3   | Atlètic de Madrid | 38 | 22 | 10 | 6  | 68  | 30 | +38 | 76  | Classificació per la fase de lliga de la Champions League     |
| 4   | Athletic Club     | 38 | 19 | 13 | 6  | 54  | 29 | +25 | 70  | Classificació per la fase de lliga de la Champions League     |
| 5   | Vila-real CF      | 38 | 20 | 10 | 8  | 71  | 51 | +20 | 70  | Classificació per la fase de lliga de la Champions League     |
| 6   | Reial Betis       | 38 | 16 | 12 | 10 | 57  | 50 | +7  | 60  | Classificació per la fase de lliga de l'Europa League         |
| 7   | Celta de Vigo     | 38 | 16 | 7  | 15 | 59  | 57 | +2  | 55  | Classificació per la fase de lliga de l'Europa League         |
| 8   | Rayo Vallecano    | 38 | 13 | 13 | 12 | 41  | 45 | −4  | 52  | Classificació per la fase de play-off de la Conference League |
| 9   | CA Osasuna        | 38 | 12 | 16 | 10 | 48  | 52 | −4  | 52  |                                                               |
| 10  | RCD Mallorca      | 38 | 13 | 9  | 16 | 35  | 44 | −9  | 48  |                                                               |
| 11  | Reial Societat    | 38 | 13 | 7  | 18 | 35  | 46 | −11 | 46  |                                                               |
| 12  | València CF       | 38 | 11 | 13 | 14 | 44  | 54 | −10 | 46  |                                                               |
| 13  | Getafe CF         | 38 | 11 | 9  | 18 | 34  | 39 | −5  | 42  |                                                               |
| 14  | RCD Espanyol      | 38 | 11 | 9  | 18 | 40  | 51 | −11 | 42  |                                                               |
| 15  | Alavés            | 38 | 10 | 12 | 16 | 38  | 48 | −10 | 42  |                                                               |
| 16  | Girona FC         | 38 | 11 | 8  | 19 | 44  | 60 | −16 | 41  |                                                               |
| 17  | Sevilla FC        | 38 | 10 | 11 | 17 | 42  | 55 | −13 | 41  |                                                               |
| 18  | CD Leganés        | 38 | 9  | 13 | 16 | 39  | 56 | −17 | 40  | Descens a Segona divisió                                      |
| 19  | UD Las Palmas     | 38 | 8  | 8  | 22 | 40  | 61 | −21 | 32  | Descens a Segona divisió                                      |
| 20  | Reial Valladolid  | 38 | 4  | 4  | 30 | 26  | 90 | −64 | 16  | Descens a Segona divisió                                      |

1. ↑  Com que el guanyador de la Copa del Rei de futbol 2024–25 ja havia classificat per un torneig europeu superior, la plaça per a la fase de lliga de la Lliga Europa que s'atorga com a guanyador de Copa passà al setè classificat de la lliga, i la de la Conference al vuitè.

## Estadístiques

### Gols
- Primer gol de la temporada:
  -  Oihan Sancet a l'Athletic Club 1-1 Getafe CF de la jornada 1 (15 d'agost del 2024)
- Darrer gol de la temporada:
  -  Dani Olmo a l'Athletic Club 0-3 FC Barcelona de la jornada 38 (25 de maig del 2025)

### Golejadors
| Lloc | Jugador            | Club              | Gols |
| ---- | ------------------ | ----------------- | ---- |
| 1    | Kylian Mbappé      | Real Madrid       | 31   |
| 2    | Robert Lewandowski | Barcelona         | 27   |
| 3    | Ante Budimir       | Osasuna           | 21   |
| 4    | Alexander Sørloth  | Atlètic de Madrid | 20   |
| 5    | Ayoze Pérez        | Vila-real         | 19   |
| 6    | Raphinha           | Barcelona         | 18   |
| 7    | Julián Alvarez     | Atlètic de Madrid | 17   |
| 8    | Oihan Sancet       | Athletic Club     | 15   |
| 9    | Kike García        | Alavés            | 13   |
| 10   | Javi Puado         | Espanyol          | 12   |
| 11   | 6 jugadors         | 6 jugadors        | 11   |

### Assistències
| Lloc | Jugador           | Club              | Assistències |
| ---- | ----------------- | ----------------- | ------------ |
| 1    | Lamine Yamal      | Barcelona         | 13           |
| 2    | Raphinha          | Barcelona         | 9            |
| 2    | Álex Baena        | Vila-real         | 9            |
| 4    | Jude Bellingham   | Reial Madrid      | 8            |
| 4    | Vinícius Júnior   | Reial Madrid      | 8            |
| 4    | Iñaki Williams    | Athletic Club     | 8            |
| 4    | Isco Alarcón      | Betis             | 8            |
| 8    | Sergi Cardona     | Vila-real         | 7            |
| 8    | Yéremy Pino       | Vila-real         | 7            |
| 8    | Álex Berenguer    | Athletic Club     | 7            |
| 8    | Dani Rodríguez    | Mallorca          | 7            |
| 8    | Antoine Griezmann | Atlètic de Madrid | 7            |
| 13   | 11 jugadors       | 11 jugadors       | 6            |

### Hat-tricks
| Jugador            | Per               | Contra        | Resultat | Data             | Jornada |
| ------------------ | ----------------- | ------------- | -------- | ---------------- | ------- |
| Raphinha           | Barcelona         | Valladolid    | 7–0 (H)  | 31 agost 2024    | 4       |
| Javi Puado         | Espanyol          | Alavés        | 3–2 (H)  | 14 setembre 2024 | 5       |
| Robert Lewandowski | Barcelona         | Alavés        | 3–0 (A)  | 6 octubre 2024   | 9       |
| Vinícius Júnior    | Real Madrid       | Osasuna       | 4–0 (H)  | 9 novembre 2024  | 13      |
| Thierno Barry      | Vila-real         | Leganés       | 5–2 (A)  | 22 desembre 2024 | 18      |
| Kike García        | Alavés            | Real Betis    | 3–1 (A)  | 18 gener 2025    | 20      |
| Kylian Mbappé      | Real Madrid       | Valladolid    | 3–0 (A)  | 25 gener 2025    | 21      |
| Oihan Sancet       | Athletic Club     | Girona        | 3–0 (H)  | 8 febrer 2025    | 23      |
| Borja Iglesias     | Celta             | Barcelona     | 3–4 (A)  | 19 abril 2025    | 32      |
| Alexander Sørloth  | Atlètic de Madrid | Real Sociedad | 4–0 (H)  | 10 maig 2025     | 35      |
| Kylian Mbappé      | Real Madrid       | Barcelona     | 3–4 (A)  | 11 maig 2025     | 35      |
| Alexander Sørloth  | Atlètic de Madrid | Girona        | 4–0 (A)  | 25 maig 2025     | 38      |

## Premis

### Premis mensuals
| Mes      | Jugador del Mes    | Jugador del Mes | Entrenador del Mes | Entrenador del Mes | Gol del Mes      | Gol del Mes    | Referències                        |
| Mes      | Jugador            | Club            | Entrenador         | Club               | Jugador          | Club           | Referències                        |
| -------- | ------------------ | --------------- | ------------------ | ------------------ | ---------------- | -------------- | ---------------------------------- |
| Agost    | Raphinha           | FC Barcelona    | Hansi Flick        | FC Barcelona       | Juan Cruz        | Leganés        | [ 45 ] [ 46 ] [ 47 ] [ 48 ] [ 49 ] |
| Setembre | Lamine Yamal       | FC Barcelona    | Ernesto Valverde   | Athletic Club      | Abdul Mumin      | Rayo Vallecano | [ 50 ] [ 51 ] [ 52 ] [ 53 ] [ 54 ] |
| Octubre  | Robert Lewandowski | FC Barcelona    | Hansi Flick        | FC Barcelona       | Luka Sučić       | Reial Societat |                                    |
| Novembre | Vinícius Júnior    | Reial Madrid    | Míchel             | Girona             | Munir el Haddadi | Leganés        |                                    |
| Desembre | Jude Bellingham    | Reial Madrid    | Diego Simeone      | Atlètic de Madrid  | Ladislav Krejčí  | Girona         |                                    |
| Gener    | Kylian Mbappé      | Reial Madrid    | José Bordalás      | Getafe             | Javi Puado       | Espanyol       |                                    |
| Febrer   | Oihan Sancet       | Athletic Club   | Hansi Flick        | FC Barcelona       | Romain Perraud   | Reial Betis    |                                    |
| Març     | Isco Alarcón       | Reial Betis     | Manuel Pellegrini  | Reial Betis        | Umar Sadiq       | València       |                                    |
| Abril    | Pedri              | FC Barcelona    | Manolo González    | Espanyol           | Nico Williams    | Athletic Club  |                                    |

### Premis anuals
| Premi                          | Guanyador         | Club              | Ref. |
| ------------------------------ | ----------------- | ----------------- | ---- |
| Jugador de la temporada        | Raphinha          | Barcelona         |      |
| Jugador de la temporada sub-23 | Lamine Yamal      | Barcelona         |      |
| Gol de la temporada            | Luka Sučić        | Reial Societat    |      |
| Parada de la temporada         | Jan Oblak         | Atlètic de Madrid |      |
| Entrenador de la temporada     | Hans-Dieter Flick | Barcelona         |      |